# Гюнтер Хаймбек
Гюнтер Хаймбек (нім. Günter Heimbeck; нар. 23 червня 1946, Ґунценгаузен, Німеччина) — німецькою–намібійський відставний професор математики. Його особливий дослідницький інтерес представляє геометрія; площини Хаймбека названі його іменем. Хаймбек, ймовірно, є першим і єдиним Намібійським вченим, щоб має наукову суб-дисципліну, яка носить його ім'я.
Хаймбек вивчав математику в Університеті Вюрцбурга з 1965 року. Захистив докторську дисертацію в 1974 році, і габілітацію в 1981 році. Потім став викладачем у своїй альма-матер. У 1985 році Хаймбек емігрував до Південної Африки, де він викладав в Університеті Вітватерсранд в Йоганнесбурзі. У 1987 році зайняв посаду професора математики в Університеті Намібії. Хаймбек є радником намібійського Міністерством освіти.